# Weekly Manga Sunday
Weekly Manga Sunday (週刊漫画サンデー, Shūkan Manga Sandē) est un magazine de prépublication de manga de type seinen publié par Jitsugyo no Nihon Sha de manière hebdomadaire à partir de 1959. Le magazine est renommé Manga Sunday (漫画サンデー, Manga Sandē) lorsqu'il passe à un rythme bimensuel le 5 juin 2012. Il cesse de paraître le 19 février 2013.